# Alertichthys blacki
Genre
Espèce
Alertichthys blacki est un poisson de la famille des Congiopodidae, la seule espèce de son genre Alertichthys (monotypique).
Il se trouve autour de la Nouvelle-Zélande, à une profondeur de 100 à 600 m. Il mesure entre 15 et 20 cm de long.  
Sa coloration est gris pâle ou blanc avec des marques grises. Il se nourrit de crabes, de vers et d'autres invertébrés.